# زكرياء الهاشمي
زكرياء الهاشمي (بالفرنسية: Zakaria El Hachimi)‏ مواليد 4 أغسطس 1987 في المغرب، هو لاعب كرة قدم مغربي يلعب حاليا مع نادي الوداد الرياضي كمدافع

## روابط خارجية
- زكرياء الهاشمي على موقع الاتحاد الدولي (مؤرشف)  (الإنجليزية)
- زكرياء الهاشمي على موقع قاعدة بيانات كرة القدم.إي يو (الإنجليزية)
- زكرياء الهاشمي على موقع ناشيونال فوتبول تيمز (الإنجليزية)